# Christian Herfarth

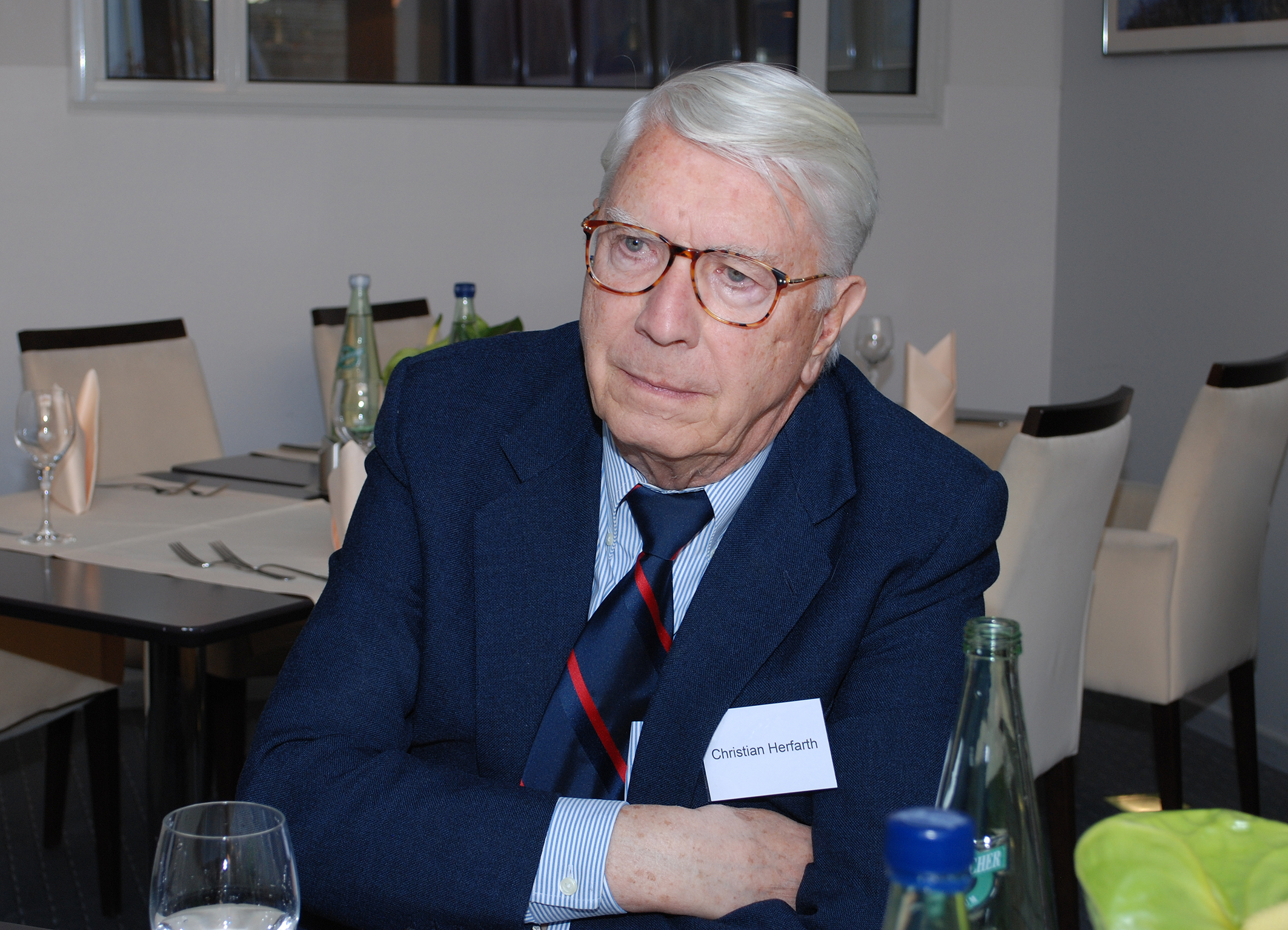
Christian Herfarth (2010)

Christian Herfarth (* 12. August 1933 in Breslau; † 2. September 2014 in Heidelberg) war ein deutscher Chirurg und Hochschullehrer.

## Leben
Herfarth war der Sohn des Arztes Heinrich Herfarth. Auch sein Großvater war Arzt. Er studierte von 1952 bis 1957 an der Eberhard Karls Universität Tübingen, der Universität Wien, der Universität Hamburg und der Ruprecht-Karls-Universität Heidelberg Medizin. Seit 1952 Mitglied des Corps Franconia Tübingen, war er 1953 im Tübinger Senioren-Convent Vorsitzender vom Allgemeinen Studierendenausschuss. Er wechselte 1955 an die Universität Hamburg und wurde auch im damals dort ansässigen Corps Thuringia Jena aktiv. 1957 wurde er in Heidelberg als Arzt approbiert. Mit einer Doktorarbeit bei dem Pathologen Edmund Randerath wurde er zum Dr. med. promoviert.
Seine Facharztausbildung erhielt Herfarth an der Chirurgischen Universitätsklinik Marburg bei Max Schwaiger, bei dem er sich 1966 habilitierte. 1966 wurde er Oberarzt. 1968 wechselte er an die Albert-Ludwigs-Universität Freiburg, wo er 1970 Leitender Oberarzt und 1972  a.o. Professor wurde. 1973 folgte er dem Ruf der Universität Ulm auf den Lehrstuhl für Chirurgie. Als Deutschlands jüngster Chirurgieordinarius leitete er die Klinik für Allgemeinchirurgie. Zum 1. Oktober 1981 wechselte er auf den Heidelberger Lehrstuhl. Ab 1982 leitete er das Tumorzentrum Heidelberg/Mannheim. Von 1989 bis 1991 war Herfarth Dekan der Fakultät für Klinische Medizin I der Universität Heidelberg. Seine Schwerpunkte waren Onkologie, Transplantation und entzündliche Darmerkrankungen (Morbus Crohn, Colitis ulcerosa). 2001 emeritiert, wurde er 2003 mit der Johann-Georg-Zimmermann-Medaille ausgezeichnet. Mit 81 Jahren gestorben, wurde er am 8. September 2014 auf dem Friedhof in Neuenheim beigesetzt.

## Veröffentlichungen (Auswahl)
- mit Heidemarie Wiedeck, N. Merkle und Adolf Grünert: Postoperative enterale Ernährung nach kolonresezierenden Eingriffen. In: Der Anaesthesist. Band 33, Heft 1, Januar 1984, S. 63–67.
- mit Josef Stern: Colitis ulcerosa ― Adenomatosis coli. Funktionserhaltende Therapie. Springer, Berlin 1990, ISBN 978-3-540-52402-1.

## Herausgeber
- Bruns’ Beiträge zur Klinischen Chirurgie
- Langenbecks Archiv für Chirurgie
- Aktuelle Probleme in Chirurgie und Orthopädie
- Deutsche Medizin
- Der Chirurg

## Ehrungen
- Ratsmitglied der European Organization of Research on Treatment of Cancer (EORTC)
- Vizepräsident des Collegium Internationale Chirurgiae Digestivae (CICD)
- Mitglied im Exekutivausschuss der European Society of Surgical Oncology (ESSO)
- Vorstandsmitglied der Deutschen Gesellschaft für Senologie
- Vorsitzender der Chirurgischen Arbeitsgemeinschaft für Onkologie (CAO, 1984)
- Vorstand des Krebsverbandes Baden-Württemberg (1986)
- Präsident der Deutschen Krebsgesellschaft (1996–1998)
- Mitglied der Deutschen Akademie der Naturforscher Leopoldina (1991)
- Präsident der Deutschen Gesellschaft für Chirurgie (1997/98)